# Кощиенко, Николай Антонович
Николай Антонович Кощиенко (27 июля 1897 года, дер. Пушкаревка, ныне Сумский район, Сумская область — 5 февраля 1968 года, Москва) — советский военный деятель, генерал-майор (1946 год).

## Начальная биография
Николай Антонович Кощиенко родился 27 июля 1897 года в деревне Пушкаревка ныне Сумского района Сумской области.
Работал учеником и подмастерьем в щёточной мастерской «Маргулис» в городе Сумы.

## Военная служба

### Первая мировая и гражданская войны
В мае 1916 года призван в ряды Русской императорской армии и направлен в Семёновский лейб-гвардии полк, в составе которого с августа того же года принимал участие в боевых действиях на Юго-Западном фронте. В июле 1917 года был ранен в районе Тарнополя и после выздоровления был назначен на должность помощника столоначальника при управлении Сумского уездного воинского начальника. После демобилизации в феврале 1918 года Н. А. Кощиенко вернулся подмастерьем в прежнюю щёточную мастерскую.
В январе 1919 года призван в ряды РККА и направлен красноармейцем в штаб Особой бригады, дислоцированной в Сумах, а в феврале — на учёбу на 4-е Киевские пехотные командные курсы, после окончания которых с мая служил на должностях инструктора роты, командира роты и батальона в составе 51-го пехотного полка (13-я армия) и принимал участие в боевых действиях в районе Запорожья и Екатеринослава. Во время отступления в сентябре в районе Черкасс попал в плен и направлен в Лубны, а затем переведён в рабочую команду Киева. В ноябре бежал, а после вступления в город частей Красной армии был назначен на должность инструктора Рабоче-крестьянской инспекции Киевского военного округа, а затем — на должность политкомиссара 13-й армии.
С марта 1920 года служил на должности коменданта Киевского комнезамского полка, а с января 1921 года — на должности командира батальона. После расформирования полка в июне того же года Кощиенко переведен в ВЧК и назначен на должность командира и военкома особого батальона в составе 26-й бригады войск ВЧК, в августе — на должность командира 102-го, а в ноябре — на должность командира 113-го отдельных батальонов ВЧК.

### Межвоенное время
В августе 1922 года направлен на учёбу на курсы «Выстрел», после окончания которых в августе 1923 года назначен на должность командира 18-го отдельного пограничного батальона войск ВЧК, дислоцированного в городе Славута, в январе 1924 года — на должность помощника начальника по строевой части 17-го погранотряда в г. Олевск, в апреле — на должность командира учебного батальона войск ОГПУ в г. Житомир, а в сентябре — на должность командира учебного полка войск ОГПУ в г. Каменец-Подольский.
С апреля 1925 года Кощиенко служил на должности помощника начальника 18-го пограничного батальона, дислоцированного в Славуте, с сентября того же года — на должности командира отдельного учебного батальона войск ОГПУ в Одессе, а с апреля 1926 года — на должности помощника начальника 22-го погранотряда в м. Волочиск. В октябре 1928 года назначен на должность помощника начальника отряда по строевой части и командира батальона в составе 21-го Ямпольского погранотряда, в сентябре 1929 года — на аналогичную должность в 25-м Тираспольском погранотряде, а в январе 1931 года — в 17-м Олевском погранотряде. В 1929 году вступил в ряды ВКП(б).
С марта 1931 года служил на должностях инспектора и старшего инспектора отдела боевой подготовки штаба пограничных и внутренних войск НКВД в Москве. Одновременно с 1932 года учился на вечернем факультете Военной академии имени М. В. Фрунзе, после окончания которого в том же штабе в мае 1935 года был назначен на должность начальника 7-го отделения 1-го (оперативного) отдела, а в июне 1937 года — на должность начальника этого отдела.
В марте 1939 года полковник Н. А. Кощиенко назначен на должность начальника 1-го отдела конвойных войск НКВД СССР, однако в августе того же года был уволен в запас, находился в резерве войск НКВД и работал на должности начальника военной кафедры Московского мясомолочного института.
В январе 1940 года восстановлен в кадрах НКВД и назначен на должность начальника отделения службы и боевой подготовки Тюремного управления НКВД СССР.

### Великая Отечественная война
С началом войны находился на прежней должности.
В сентябре 1942 года был передан в распоряжение НКО и назначен на должность командира 142-й отдельной морской стрелковой бригады (Московский военный округ), которая в декабре того же года была включена в состав 67-й армии (Ленинградский фронт) и вскоре принимала участие в ходе операции «Искра». 27 января 1943 года был ранен и после излечения 18 марта вернулся в бригаду. В апреле Кощиенко был назначен на должность заместителя командира 98-й стрелковой дивизии, формировавшейся в Ленинграде и в мае включённой в состав Приморской оперативной группы, после чего вела боевые действия на Ораниенбаумском плацдарме.
В январе 1944 года направлен на учёбу на курсы усовершенствования при Высшей военной академии имени К. Е. Ворошилова, после окончания которого с мая находился в распоряжении командующего 3-м Прибалтийским фронтом и в июне назначен на должность командира 310-й стрелковой дивизии, которая практически сразу была передислоцирована на Карельский фронт, после чего принимала участие в боевых действиях в ходе Свирско-Петрозаводской наступательной операции и освобождении городов Олонец и Петрозаводск.
26 июля назначен на должность командира 114-й стрелковой дивизии, которая после участия в ходе Свирско-Петрозаводской операции передислоцирована на Кольский полуостров, где вскоре участвовала в ходе Петсамо-Киркенесской операции, во время которой после форсирования реки Титовка освободила аэродром Луостари и содействовала в освобождении города Петсамо, а также первой вышла на норвежскую территорию.
Указом Президиума Верховного Совета СССР от 31 октября 1944 года 114-я стрелковая дивизия под командованием Н. А. Кощиенко была награждена орденом Красного Знамени.
После окончания активных боевых действий дивизия занимала оборону в районе города Киркенесс.

### Послевоенная карьера
После окончания войны находился на прежней должности.
В июле 1946 года назначен на должность командира 12-й отдельной стрелковой Перекопской Краснознамённой бригады (Уральский военный округ), однако уже в октябре того же года — на должность начальника кафедры Восточного института МВД.
Генерал-майор Николай Антонович Кощиенко в марте 1951 года уволен в запас. Умер 5 февраля 1968 года в Москве.

## Награды
- Орден Ленина (30.04.1945);
- Три ордена Красного Знамени (26.05.1943, 23.07.1944, 03.11.1944);
- Орден Кутузова 2 степени (02.11.1944);
- Медали;
- Знак «Почётный сотрудник госбезопасности».